# Football Club Messina Peloro 2003-2004
Questa voce raccoglie le informazioni relative al Football Club Messina Peloro nelle competizioni ufficiali della stagione 2003-2004.

## Stagione
La stagione di Serie B, 2003-2004, segna il ritorno nel massimo campionato italiano del Messina a distanza di 39 anni dall'ultima apparizione del club peloritano in Serie A, a 40 anni di distanza dall'ultima promozione. In campionato i giallorossi partono male, con soltanto quattro pareggi nelle prime sette partite. Dopo la sconfitta nel derby contro il Catania, Pietro Franza decide di esonerare l'allenatore Vincenzo Patania, sostituendolo con Bortolo Mutti. Il primo match di Mutti in panchina coincide con la prima vittoria della squadra: 1-0 all'Avellino. Da questo momento per il Messina è un susseguirsi di ottimi risultati. Così il girone di andata finisce con il Messina in piena zona promozione, al 4º posto. Durante il calcio-mercato di gennaio giungono a Messina l'attaccante Roberto Sosa dall'Ascoli e il centrocampista Domenico Giampà dalla Ternana, elementi che, durante il girone di ritorno, si riveleranno assai preziosi. Dopo aver conquistato un solo punto nelle prime tre partite di ritorno, il Messina ottiene una serie di ottimi risultati per cui riesce ad essere promossa in Serie A con una giornata d'anticipo. La vittoria decisiva arriva in coincidenza con l'ultima esibizione dei biancoscudati in gare ufficiali al Celeste. In quel giorno, il 5 giugno 2004, il Messina batte l'ormai retrocesso Como per 3-0, con una doppietta di Arturo Di Napoli e un gol di Alessandro Parisi, mentre all'ultima giornata conferma la promozione già ottenuta, battendo il Torino (1-3) in uno Stadio delle Alpi semivuoto. Nella Coppa Italia il Messina gioca e vince solo la prima giornata, del gruppo 7, (2-0) contro il Pescara, non scendendo in campo nelle restanti due partite con Napoli e Salernitana, per protesta nei confronti dell'allargamento a 24 squadre del campionato cadetto, con quasi tutte le partecipanti al campionato di Serie B.
Con sei promozioni, il Messina chiude il campionato al 3º posto, preceduto da Palermo, Cagliari e a pari punti con il Livorno, salgono di categoria anche Atalanta e Fiorentina, quest'ultima giunta sesta, vince gli spareggi con la quart'ultima di Serie A, il Perugia. Arturo Di Napoli è stato il capocannoniere della squadra giallorossa, con 19 gol. Alcuni dei risultati più prestigiosi sono state le vittorie in casa contro la Fiorentina (3-0) e contro il Genoa (4-0), e a Torino (1-3).

## Rosa
| N. |                           | Ruolo | Calciatore          |
| -- | ------------------------- | ----- | ------------------- |
| 1  | Italia (bandiera)         | P     | Marco Storari       |
| 2  | Italia (bandiera)         | C     | Salvatore D'Alterio |
| 2  | Iran (bandiera)           | D     | Rahman Rezaei       |
| 3  | Italia (bandiera)         | D     | Salvatore Accursi   |
| 4  | Italia (bandiera)         | P     | Marco Giambruno     |
| 5  | Italia (bandiera)         | D     | Giovanni Di Meglio  |
| 5  | Italia (bandiera)         | D     | Niccolò Guzzo       |
| 6  | Italia (bandiera)         | D     | Salvatore Aronica   |
| 7  | Italia (bandiera)         | C     | Luigi Lavecchia     |
| 8  | Costa d'Avorio (bandiera) | D     | Marco André Zoro    |
| 9  | Italia (bandiera)         | A     | Luigi Molino        |
| 9  | Argentina (bandiera)      | A     | Esteban Herrera     |
| 10 | Italia (bandiera)         | C     | Nicola Princivalli  |
| 11 | Italia (bandiera)         | A     | Arturo Di Napoli    |
| 12 | Italia (bandiera)         | P     | Demetrio Greco      |
| 13 | Italia (bandiera)         | D     | Raffaele Ametrano   |
| 15 | Italia (bandiera)         | C     | Andrea Gentile      |

| N. |                       | Ruolo | Calciatore         |
| -- | --------------------- | ----- | ------------------ |
| 17 | Italia (bandiera)     | C     | Domenico Giampà    |
| 18 | Italia (bandiera)     | C     | Giuseppe Russo     |
| 18 | Argentina (bandiera)  | A     | Roberto Sosa       |
| 19 | Italia (bandiera)     | D     | Alessandro Parisi  |
| 20 | Paraguay (bandiera)   | A     | Tomás Guzmán       |
| 21 | Italia (bandiera)     | C     | Sergio Campolo     |
| 22 | Francia (bandiera)    | P     | Landry Bonnefoi    |
| 23 | Portogallo (bandiera) | C     | José Mamede        |
| 24 | Italia (bandiera)     | C     | Carmine Coppola    |
| 25 | Italia (bandiera)     | D     | Luca Fusco         |
| 27 | Italia (bandiera)     | A     | Gianluca Temelin   |
| 30 | Italia (bandiera)     | A     | Fabio Artico       |
| 33 | Italia (bandiera)     | D     | Salvatore Scrozzo  |
| 41 | Italia (bandiera)     | C     | Salvatore Sullo    |
| 76 | Italia (bandiera)     | C     | Vincenzo Silvestri |
| 77 | Italia (bandiera)     | A     | Igor Zaniolo       |
| 85 | Italia (bandiera)     | D     | Raffaele Gambuzza  |

## Risultati

### Campionato

#### Girone di andata
| Arbitro: | Carlucci (Molfetta) |

|           |           |                 |
| Sullo 15’ | Marcatori | 38’ Moscardelli |

| Arbitro: | Tombolini (Ancona) |

|                                           |           |  |
| Chiellini 11’ C. Lucarelli 19’ Protti 25’ | Marcatori |  |

| Arbitro: | Palanca (Roma) |

|                  |           |             |
| Sullo 88’ (rig.) | Marcatori | 68’ Zamboni |

| Arbitro: | Castellani (Verona) |

|                                  |           |  |
| Zampagna 37’, 74’ Borgobello 47’ | Marcatori |  |

| Arbitro: | Rizzoli (Bologna) |

|                 |           |          |
| Princivalli 84’ | Marcatori | 76’ Jeda |

| Arbitro: | Ayroldi (Molfetta) |

|             |           |  |
| Nygaard 31’ | Marcatori |  |

| Arbitro: | Pieri (Genova) |

|                        |           |                    |
| Parisi 20’ Campolo 73’ | Marcatori | 46’ Festa 81’ Zola |

| Arbitro: | Nucini (Bergamo) |

|  |           |            |
|  | Marcatori | 66’ Guzman |

| Arbitro: | Dattilo (Locri) |

|                        |           |  |
| Zaniolo 28’ Rezaei 50’ | Marcatori |  |

| Arbitro: | Cruciani (Pesaro) |

|                     |           |  |
| Rezaei 11’ Zoro 17’ | Marcatori |  |

| Arbitro: | Dattilo (Locri) |

|                            |           |                        |
| Pazzini 47’ Gautieri 90+4’ | Marcatori | 36’, 50’ (rig.) Parisi |

| Arbitro: | M. Mazzoleni (Bergamo) |

|                           |           |                         |
| Zaniolo 14’ Di Napoli 21’ | Marcatori | 6’ Calaiò 67’ Giampaolo |

| Arbitro: | Giannoccaro (Lecce) |

|             |           |                                         |
| Cordova 47’ | Marcatori | 62’ Di Napoli 75’ Zaniolo 90+5’ Gentile |

| Arbitro: | Dattilo (Locri) |

|               |           |  |
| Di Napoli 19’ | Marcatori |  |

| Arbitro: | Pieri (Genova) |

|                            |           |  |
| Miramontes 9’ Brellier 28’ | Marcatori |  |

| Arbitro: | Racalbuto (Gallarate) |

|                                           |           |  |
| Parisi 33’ (rig.) Di Napoli 54’ Sullo 69’ | Marcatori |  |

| Arbitro: | Palanca (Roma) |

|           |           |                             |
| Ganci 19’ | Marcatori | 47’ Lavecchia 50’ Di Napoli |

| Arbitro: | Tombolini (Ancona) |

|                                                 |           |  |
| Di Napoli 27’, 65’ Parisi 56’ (rig.) Guzman 77’ | Marcatori |  |

| Bergamo 14 dicembre 2003, ore 15:00 19ª giornata | AlbinoLeffe        | 0 – 0 | Messina | Stadio Atleti Azzurri d'Italia\| Arbitro: \| Ayroldi (Molfetta) \| |
| Arbitro:                                         | Ayroldi (Molfetta) |       |         |                                                                    |

| Palermo 21 dicembre 2003, ore 15:00 20ª giornata | Palermo          | 0 – 0 | Messina | Stadio Renzo Barbera\| Arbitro: \| De Santis (Roma) \| |
| Arbitro:                                         | De Santis (Roma) |       |         |                                                        |

| Arbitro: | Cruciani (Pesaro) |

|                        |           |               |
| Parisi 51’ (rig.), 70’ | Marcatori | 64’ Antonelli |

| Arbitro: | Cassarà (Palermo) |

|             |           |                   |
| Tarozzi 44’ | Marcatori | 63’ (rig.) Parisi |

| Arbitro: | Messina (Bergamo) |

|             |           |            |
| Zaniolo 26’ | Marcatori | 67’ Rubino |

#### Girone di ritorno
| Arbitro: | Gabriele (Frosinone) |

|               |           |             |
| Mantovani 46’ | Marcatori | 84’ Zaniolo |

| Arbitro: | Racalbuto (Gallarate) |

|                           |           |                  |
| Lavecchia 52’ Coppola 87’ | Marcatori | 49’ Danilevicius |

| Arbitro: | Tombolini (Ancona) |

|             |           |  |
| Zamboni 71’ | Marcatori |  |

| Arbitro: | Tombolini (Ancona) |

|                   |           |             |
| Parisi 35’ (rig.) | Marcatori | 29’ Jimenez |

| Arbitro: | Girardi (San Donà di Piave) |

|                               |           |               |
| Rezaei 55’ (aut.) Schwoch 60’ | Marcatori | 36’ Di Napoli |

| Arbitro: | Pieri (Genova) |

|                                    |           |  |
| Di Napoli 30’ Sullo 62’ Giampà 67’ | Marcatori |  |

| Arbitro: | Bolognino (Milano) |

|             |           |            |
| Loria 90+3’ | Marcatori | 32’ Parisi |

| Arbitro: | Farina (Novi Ligure) |

|                            |           |                          |
| Di Napoli 4’, 63’ Sosa 44’ | Marcatori | 24’ Capparella 68’ Tisci |

| Arbitro: | Cassarà (Palermo) |

|                |           |  |
| Beghetto 90+3’ | Marcatori |  |

| Arbitro: | Gabriele (Frosinone) |

|  |           |                                     |
|  | Marcatori | 25’ Mamede 50’ Gentile 90+2’ Parisi |

| Arbitro: | Bertini (Arezzo) |

|                                           |           |  |
| Di Napoli 15’ Parisi 45’ Sullo 74’ (rig.) | Marcatori |  |

| Arbitro: | Trefoloni (Siena) |

|            |           |                      |
| Alteri 76’ | Marcatori | 30’ Sullo 73’ Guzman |

| Arbitro: | Rocchi (Firenze) |

|          |           |  |
| Sosa 43’ | Marcatori |  |

| Verona 10 aprile 2004, ore 15:00 37ª giornata | Verona             | 0 – 0 | Messina | Stadio Marcantonio Bentegodi\| Arbitro: \| Bolognino (Milano) \| |
| Arbitro:                                      | Bolognino (Milano) |       |         |                                                                  |

| Arbitro: | Palanca (Roma) |

|                                 |           |                |
| Di Napoli 64’ Parisi 81’ (rig.) | Marcatori | 29’ Biancolino |

| Arbitro: | Messina (Bergamo) |

|                          |           |  |
| G. Fontana 1’ Riganò 49’ | Marcatori |  |

| Arbitro: | Gabriele (Frosinone) |

|                               |           |                 |
| Di Napoli 50’, 57’ Mamede 80’ | Marcatori | 56’ Monticciolo |

| Arbitro: | Paparesta (Bari) |

|                      |           |                        |
| Milito 9’ Caccia 53’ | Marcatori | 51’ Di Napoli 61’ Zoro |

| Arbitro: | Gabriele (Frosinone) |

|                                             |           |              |
| Sullo 7’ (rig.), 35’ Sosa 30’ Di Napoli 41’ | Marcatori | 88’ Regonesi |

| Arbitro: | Rodomonti (Roma) |

|          |           |           |
| Sosa 80’ | Marcatori | 75’ Biava |

| Arbitro: | Collina (Viareggio) |

|                           |           |          |
| La Vista 10’ Speranza 79’ | Marcatori | 42’ Sosa |

| Arbitro: | Collina (Viareggio) |

|                               |           |  |
| Di Napoli 16’, 26’ Parisi 57’ | Marcatori |  |

| Arbitro: | Rocchi (Firenze) |

|                 |           |                                   |
| De Ascentis 79’ | Marcatori | 16’ Guzman 36’ Zaniolo 80’ Giampà |

### Coppa Italia
| Arbitro: | Dattilo (Locri) |

|                               |           |  |
| Zaniolo 45’ Parisi 84’ (rig.) | Marcatori |  |

| 26 agosto 2003 2ª giornata | Napoli | – Non disputata per forfait di entrambe le squadre | Messina |  |

| 5 settembre 2003 3ª giornata | Salernitana | 3 – 0 Per forfait del Messina. | Messina |  |